# إيفاريستو كارفاليو
إيفاريستو كارفاليو (22 أكتوبر 1941–28 مايو 2022) هو سياسي من ساو تومي وبرينسيب،شغل منصب وزير الدفاع من 1992 حتى 1994،وشغل منصب رئيس الوزراء من 7 يوليو 1994 حتى 25 أكتوبر 1994،ومرة أخرى من 26 سبتمبر 2001 حتى 28 مارس 2002،وخدم خلال الفترة ما بين 3 سبتمبر 2016 و2 أكتوبر 2021،رئيسًا لساو تومي وبرينسيب.

## وفاته
توفي في مدينة لشبونة في 28 مايو 2022،عن عمر يناهز 80 عامًا.